# Liste des épisodes de Las Vegas

Cette page recense la liste des épisodes de la série télévisée Las Vegas.

## Première saison (2003-2004)
| N° Épisode / Saison | N° Épisode | Titre Français                              | Titre Original                         | Guest Stars                        |
| ------------------- | ---------- | ------------------------------------------- | -------------------------------------- | ---------------------------------- |
| 1                   | 1          | Hôtel Montecito                             | Pilot                                  |                                    |
| 2                   | 2          | Incognito                                   | What Happen in Vegas, Stay in Vegas    |                                    |
| 3                   | 3          | Arnaques à Vegas                            | Donny, We Hardly Knew Ye               |                                    |
| 4                   | 4          | Double jeu                                  | Jokers and Fools                       |                                    |
| 5                   | 5          | Un été d'enfer                              | Groundhog Summer                       |                                    |
| 6                   | 6          | Devoirs de vacances                         | Semper Spy                             |                                    |
| 7                   | 7          | Le Comte de Montecito                       | Pros and Cons                          | Paul-Ben Victor, Vincent Ventresca |
| 8                   | 8          | Caprice de star                             | Luck Be a Lady                         |                                    |
| 9                   | 9          | L'Année du tigre                            | Year of the Tiger                      |                                    |
| 10                  | 10         | Coup de poker                               | Decks and Violence                     |                                    |
| 11                  | 11         | Jeu de jambe                                | Blood and Sand                         |                                    |
| 12                  | 12         | Sous haute surveillance                     | Hellraisers and Heartbreakers          | Brooks & Dunn et Alec Baldwin      |
| 13                  | 13         | Pleine lune                                 | The Night the Lights Went Out in Vegas |                                    |
| 14                  | 14         | Le Grand Saut                               | Things That Go Jump in the Night       | Paris Hilton et Brian Austin Green |
| 15                  | 15         | Qui veut la peau de Jean-Claude Van Damme ? | Die Fast, Die Furious                  | Jean-Claude Van Damme              |
| 16                  | 16         | Escapade à la Nouvelle-Orléans              | New Orleans                            | Dennis Hopper                      |
| 17                  | 17         | Sans l'ombre d'une trace                    | You Can Take it With You               |                                    |
| 18                  | 18         | Traquée                                     | Nevada State                           |                                    |
| 19                  | 19         | Le Bon Samaritain                           | Sons and Lovers                        |                                    |
| 20                  | 20         | Recherche mémoire désespérément             | The Strange Life of Bob                |                                    |
| 21                  | 21         | Pour une poignée de diamants                | Family Jewels                          |                                    |
| 22                  | 22         | Le Big Bang                                 | The Big Bang                           |                                    |
| 23                  | 23         | Faites vos jeux, rien ne va plus            | Always Faithful                        |                                    |

## Deuxième saison (2004-2005)
| N° Épisode / Saison | N° Épisode | Titre Français               | Titre Original                    | Guest Stars                                         |
| ------------------- | ---------- | ---------------------------- | --------------------------------- | --------------------------------------------------- |
| 1                   | 24         | Retour de l'enfer            | Have You Ever Seen the Rain?      | Eric Dane                                           |
| 2                   | 25         | Arrête-la si tu peux         | The Count of Montecito            | Eric Dane                                           |
| 3                   | 26         | Le Tueur du Montecito        | Blood is Thicker                  |                                                     |
| 4                   | 27         | Homards à l'américaine       | Catch of the Day                  | Michael Bublé                                       |
| 5                   | 28         | Une bonne dose de malchance  | Good Run of Bad Luck              | Clint Black                                         |
| 6                   | 29         | Nouvelles du passé           | Games People Play                 |                                                     |
| 7                   | 30         | Championnat au Montecito     | Montecito Lancers                 | Black Eyed Peas                                     |
| 8                   | 31         | Preuve à Vegas 2e partie     | Two of a Kind                     | Preuve à l'appui (saison 4, épisode 7) ; Snoop Dogg |
| 9                   | 32         | Une exposition à haut risque | Degas Away With It                | Alec Baldwin et Joanna Krupa                        |
| 10                  | 33         | Comme un écho du passé       | Silver Star                       | The Polyphonic Spree                                |
| 11                  | 34         | Blanchiment d'argent         | My Beautiful Laundrette           | Paul Adelstein                                      |
| 12                  | 35         | Course contre la montre      | When You Got to Go, You Got to Go | Sylvester Stallone                                  |
| 13                  | 36         | Un mystérieux suicide        | Sperm Whales and Spearmint Rhinos |                                                     |
| 14                  | 37         | La Vengeance faite femme     | The Lie is Cast                   | Paul Anka                                           |
| 15                  | 38         | La Chasse aux as             | Whale of a Time                   |                                                     |
| 16                  | 39         | Vis leurs vies               | Can You See What I See?           |                                                     |
| 17                  | 40         | Bonne St-Valentin            | Tainted Love                      | The Pussycat Dolls Dean Cain (en simple guest)      |
| 18                  | 41         | Le Réparateur                | To Protect and Serve Manicotti    | Sylvester Stallone                                  |
| 19                  | 42         | Le Tout pour le tout         | One Nation, Under Surveillance    |                                                     |
| 20                  | 43         | Conseils amoureux            | Hit Me!                           |                                                     |
| 21                  | 44         | Chasse à la taupe            | Hide and Seek                     |                                                     |
| 22                  | 45         | Affaire classée ?            | Letters, Lawyers and Loose Women  |                                                     |
| 23                  | 46         | Un tour de magie             | Magic Carpet Fred                 | Ashanti                                             |
| 24                  | 47         | Ed dans tous ses états       | Centennial                        | Bon Jovi et John Elway                              |

## Troisième saison (2005-2006)
| N° Épisode / Saison | N° Épisode | Titre Français                         | Titre Original                       | Guest Stars                                         |
| ------------------- | ---------- | -------------------------------------- | ------------------------------------ | --------------------------------------------------- |
| 1                   | 48         | Nouveau décor pour un nouveau départ   | Viva Las Vegas                       |                                                     |
| 2                   | 49         | Faux jetons                            | Fake the Money and Run               | Dennis Rodman                                       |
| 3                   | 50         | Week-end à Vegas                       | Double Down, Triple Threat           | Jerry O'Connell Jill Hennessy et Rachael Leigh Cook |
| 4                   | 51         | Une vie de chien                       | Whatever Happened to Seymour Magoon? | The Pussycat Dolls, Rachael Leigh Cook              |
| 5                   | 52         | Usurpation d'identité                  | The Big Ed De-cline                  |                                                     |
| 6                   | 53         | Lutte de pouvoir                       | The Real McCoy                       | Rihanna                                             |
| 7                   | 54         | La Même Chanson                        | Everything Old is You Again          |                                                     |
| 8                   | 55         | L'Étoile du Cachemire                  | Bold, Beautiful and Blue             | Criss Angel                                         |
| 9                   | 56         | La Folie des grandeurs                 | Mothwoman                            | Nadine Velazquez                                    |
| 10                  | 57         | Adieu Monica                           | For Sail By Owner                    |                                                     |
| 11                  | 58         | Une carte à jouer                      | Down and Dirty                       |                                                     |
| 12                  | 59         | Mis à nu                               | Bait and Switch                      | Lil' Flip                                           |
| 13                  | 60         | Le Fantôme du casino                   | The Bitch is Back                    | Wolfgang Puck                                       |
| 14                  | 61         | Pour quelques millions de dollars      | And Here's Mike With the Weather     |                                                     |
| 15                  | 62         | Légende urbaine                        | Urban Legend                         |                                                     |
| 16                  | 63         | Le client est roi                      | Coyote Ugly                          | Wayne Newton                                        |
| 17                  | 64         | Rumeurs explosives                     | Lyle and Substance                   | Charo                                               |
| 18                  | 65         | Mauvais élèves                         | Like a Virgin                        |                                                     |
| 19                  | 66         | Le Gourou des cœurs                    | Cash Springs Eternal                 | Robert Wagner                                       |
| 20                  | 67         | Resserrer les liens                    | All Quiet on the Montecito Front     |                                                     |
| 21                  | 68         | La Théorie du chaos                    | Chaos Theory                         | Christina Hendricks                                 |
| 22                  | 69         | Attraction, contradiction, contraction | Fidelity, Security, Delivery         | Sasha Cohen et Jerry O'Connell                      |
| 23                  | 70         | Le Père de la mariée (partie 1)        | Father of the Bride                  | Sugarland, Jerry O'Connell Dorian Harewood          |

## Quatrième saison (2006-2007)
| N° Épisode / Saison | N° Épisode | Titre Français                  | Titre Original                     | Guest Stars                       |
| ------------------- | ---------- | ------------------------------- | ---------------------------------- | --------------------------------- |
| 1                   | 71         | Le Père de la mariée (partie 2) | Father of the Bride Redux          | Jewel                             |
| 2                   | 72         | Suite … et fin                  | Died in Plain Sight                |                                   |
| 3                   | 73         | La Manière forte                | The Story of Owe                   |                                   |
| 4                   | 74         | On connait la musique           | History of Violins                 | Jill Hennessy et Jerry O' Connell |
| 5                   | 75         | Mise en boite (partie 1)        | Delinda's Box (part 1)             | Christopher McDonald              |
| 6                   | 76         | Mise en boite (partie 2)        | Delinda's Box (part 2)             | Christopher McDonald              |
| 7                   | 77         | Mariage à 1 million             | Meatball Montecito                 |                                   |
| 8                   | 78         | Il neige sur Las Vegas          | White Christmas                    | Giancarlo Esposito                |
| 9                   | 79         | Peu importe l'âge               | Wines and Misdemeanours            |                                   |
| 10                  | 80         | Tous les coups sont permis      | Fleeting Cheating Meeting          | OK Go                             |
| 11                  | 81         | Pari tenu !                     | Wagers of Sin                      | John Legend                       |
| 12                  | 82         | La Gestion de soi               | The Chicken Is Making My Back Hurt |                                   |
| 13                  | 83         | La momie a disparu              | Pharaoh' Nuff                      |                                   |
| 14                  | 84         | Les Joies du harem ...          | The Burning Bedouin                | Morena Baccarin                   |
| 15                  | 85         | Que le meilleur gagne           | Bare Chested in the Park           | Richard Burgi                     |
| 16                  | 86         | L'Ivresse du pouvoir            | Junk in the Trunk                  | Richard Burgi                     |
| 17                  | 87         | Sens dessus dessous             | Heroes                             | Richard Burgi                     |

## Cinquième saison (2007-2008)
| N° Épisode / Saison | N° Épisode | Titre Français                   | Titre Original                       | Guest Stars      |
| ------------------- | ---------- | -------------------------------- | ------------------------------------ | ---------------- |
| 1                   | 88         | Sorties de secours               | A Hero Ain't Nothing But a Sandwich  | Richard Burgi    |
| 2                   | 89         | Tout peut arriver                | Shrink Rap                           |                  |
| 3                   | 90         | La compétition est lancée        | The Glass Is Always Cleaner          |                  |
| 4                   | 91         | Sans queue ni tête               | Head Games                           |                  |
| 5                   | 92         | Cours Cooper, cours              | Run, Cooper, Run                     |                  |
| 6                   | 93         | Parfaite... ou presque           | When Life Gives You Lemon Bars       |                  |
| 7                   | 94         | Le Défenseur de ces dames        | Adventures In the Skin Trade         |                  |
| 8                   | 95         | Un geste pour la planète         | It's Not Easy Being Green            | Gail O'Grady     |
| 9                   | 96         | Un pardon difficile              | My Uncle's a Gas                     | William Forsythe |
| 10                  | 97         | Gaz à tous les étages            | The High Price of Gas                | William Forsythe |
| 11                  | 98         | Les 3 Esprits de Noël            | A Cannon Carol                       |                  |
| 12                  | 99         | À cheval !                       | I Could Eat a Horse                  |                  |
| 13                  | 100        | La chasse est ouverte            | 3 Babes, 100 Guns & A Fat Chick      | Dorian Gregory   |
| 14                  | 101        | Elle court, elle court la rumeur | Secrets, Lies and Lamaze             |                  |
| 15                  | 102        | Boire et déboires                | Guess Who's Coming to Breakfast      | Ne-Yo            |
| 16                  | 103        | À qui le tour ?                  | 2 on 2                               |                  |
| 17                  | 104        | Bingo !                          | Win, Place, Bingo                    |                  |
| 18                  | 105        | En toute discrétion...           | Three Weddings and a Funeral- Part 1 |                  |
| 19                  | 106        | Tout début a une fin             | Three Weddings and a Funeral- Part 2 | James Blunt      |